# 黑河貴矢
黑河貴矢（1981年4月7日—），日本足球運動員，並參加2004年夏季奥林匹克运动会。

## 日本國家足球隊
黑河貴矢参加了2004年夏季奥林匹克运动会。